# Regina Palušná
Regina Palušná (ur. 6 czerwca 1989 w Trnawie) – słowacka koszykarka występująca na pozycji środkowej, reprezentantka kraju.
18 lutego 2020 dołączyła do CCC Polkowice.

## Osiągnięcia
Stan na 17 sierpnia 2020, na podstawie, o ile nie zaznaczono inaczej..

### Drużynowe
- Wicemistrzyni:
  - Euroligi (2010)
  - Słowacji (2007, 2008)
  - Węgier (2011)
  - Belgii (2016)
- Zdobywczyni pucharu:
  - Czech (2017)
  - Belgii (2016)
- Finalistka Pucharu Słowacji (2007)
- Uczestniczka rozgrywek:
  - Euroligi (2009–2011)
  - Eurocup (2006–2008, 2011/2012, 2015/2016)

### Indywidualne
(* – nagrody przyznane przez portal eurobasket.com)
- Największy postęp ligi słowackiej (2008)*
- Zaliczona do:*
  - I składu:
    - ligi słowackiej (2008)
    - zawodniczek krajowych ligi słowackiej (2008, 2015)

  - II składu ligi słowackiej (2015)
- Liderka ligi słowackiej w zbiórkach (2006)[3]

### Reprezentacja
Seniorska
- Uczestniczka:
  - mistrzostw Europy (2009 – 8. miejsce, 2011 – 13. miejsce)
  - kwalifikacji do mistrzostw Europy (2007, 2017)

Młodzieżowe
- Uczestniczka mistrzostw:
  - świata U–19 (2007 – 6. miejsce)
  - Europy:
    - U–18 (2006 – 13. miejsce, 2007 – 9. miejsce)
    - U–16 (2004 – 15. miejsce)
- Liderka mistrzostw świata U–19 w blokach (2007)